# Apolygus spinolae
De Lichtgroene schaduwwants (Apolygus spinolae) is een wants uit de familie van de blindwantsen (Miridae). De soort werd het eerst wetenschappelijk beschreven door Rudolf Ludwig Meyer-Dür in 1841.

## Uiterlijk
De glanzende, ovale, lichtgroene wants heeft groene pootjes en antennen en kan 5 tot 6 mm lang worden. Het doorzichtige deel van de vleugels is bruin en heeft lichte aders en deze wants is altijd langvleugelig (macropteer). Apolygus spinolae lijkt sterk op de groene schaduwwants Apolygus lucorum maar die is donkerder van kleur en heeft voorvleugels zonder de zwarte achterste hoekpuntjes.

## Leefwijze
De wantsen overwinteren als eitje en zijn in juni volwassen. Als de omstandigheden gunstig zijn kan zich in hetzelfde jaar een tweede generatie ontwikkelen. De dieren worden voornamelijk op grote brandnetel gevonden. Met hun steeksnuit zuigen ze aan onrijpe vruchten en dode insecten, soms zelfs aan soortgenoten.

## Leefgebied
De soort kan gevonden worden op kruidachtige planten in bermen en ruigtes. In Nederland komt de wants veel voor. Het verspreidingsgebied strekt zich uit van Europa tot Azië.